# Deacetilvindolin O-acetiltransferaza
Deacetilvindolin O-acetiltransferaza (EC 2.3.1.107, deacetilvindolin acetiltransferaza, DAT, 17-O-deacetilvindolin-17-O-acetiltransferaza, acetilkoenzim A-deacetilvindolin 4-O-acetiltransferaza, acetil-KoA-17-O-deacetilvindolin 17-O-acetiltransferaza, acetilkoenzim A:deacetilvindolin 4-O-acetiltransferaza, acetilkoenzim A:deacetilvindolin O-acetiltransferaza, 17-O-deacetilvindolin O-acetiltransferaza, acetil-KoA:17-O-deacetilvindolin 17-O-acetiltransferaza) je enzim sa sistematskim imenom acetil-KoA:deacetilvindolin 4-O-acetiltransferaza. Ovaj enzim katalizuje sledeću hemijsku reakciju
acetil-KoA + deacetilvindolin {\displaystyle \rightleftharpoons } KoA + vindolin
Ovaj enzim katalizuje final korak biosinteze vindolina iz tabersonina kod Madagascar periwinkle, zimzelenih ruža.

## Literatura
- Nicholas C. Price; Lewis Stevens (1999). Fundamentals of Enzymology: The Cell and Molecular Biology of Catalytic Proteins (Third изд.). USA: Oxford University Press. ISBN 019850229X.
- Eric J. Toone (2006). Advances in Enzymology and Related Areas of Molecular Biology, Protein Evolution (Volume 75 изд.). Wiley-Interscience. ISBN 0471205036.
- Branden C; Tooze J. Introduction to Protein Structure. New York, NY: Garland Publishing. ISBN 0-8153-2305-0.
- Irwin H. Segel. Enzyme Kinetics: Behavior and Analysis of Rapid Equilibrium and Steady-State Enzyme Systems (Book 44 изд.). Wiley Classics Library. ISBN 0471303097.
- William P. Jencks (1987). Catalysis in Chemistry and Enzymology. Dover Publications. ISBN 0486654605.

## Spoljašnje veze
- Deacetylvindoline+O-acetyltransferase на 